# آرون سوارتز
آرون سوارتز (بالإنجليزية: Aaron Swartz)‏؛ (8 نوفمبر 1986 - 11 يناير 2013) مبرمج حاسوب وكاتب وناشط إنترنت أمريكي. شارك سوارتز في كتابة آر إس إس 1.0 وجماعة النشاط عبر الإنترنت ديماند بروغرس. وكان أيضا عضوا في مختبر مركز الأخلاقيات في جامعة هارفارد. اُعتقل في 19 يوليو 2011 لأنه حمّل 4.8 مليون مقال من الدوريات العلمية من موقع جايستور. انتحر سوارتز في 11 يناير 2013.

## حياته وأعماله
ولد آرون سوارتز في شيكاغو، وهو الابن الأكبر لسوزان وروبيرت سوارتز. قام والده بانشاء شركة مارك ويليامز للبرمجيات. كرس سوارتز حياته لدراسة الحواسيب والبرمجة والإنترنت وثقافة الإنترنت. درس في مدرسة خاصة بالقرب من شيكاغو وبقي فيها حتى الصف التاسع.ترك سوارتز المدرسة في الصف العاشر والتحق بدورات تعليمية في كلية شيكاغو المحلية. في عمر الثالثة عشر ربح سوارتز جائزة ArsDigita، وهي عبارة عن مسابقة لليافعين يُنْشِئُون فيها مواقع ويب تعليمية تشاركية وغير ربحية. وفي عمر الرابعة عشر أصبح عضوًا في المجموعة التي وضعت مواصفات نشر محتوى الويب عبر آر إس إس 1.0 نقابة ويب.

### رابطة الشبكة العالمية (W3C)
في عام 2001 انضم شوارتز إلى الفريق العامل في RDFCore في اتحاد شبكة ويب العالمية، حيث ألّف RFC 3870، وتطبيقات /RDF + XML من نوع التسجيل الاعلامي. وصفت الوثيقة نوع وسائل الإعلام الجديدة "، RDF / XML"، مصممة لدعم الويب الدلالي.

### لغة ماركداون
قام سوارتز بالمشاركة مع جون غروبر بانشاء ماركداون، وهي لغة ترميز أو توصيف مشتقة من HTML إذ تُحَّوِل هذه اللغة المحتوى النصي البسيط إلى محتوى HTML، ما زالت لغة الماركداون تستخدم بشكل واسع إلى الآن.
قام أيضًا سوارتز بتصميم مترجم html2text

### Infogami، رديت،jottit
درس في جامعة جامعة ستانفورد. وبعد صيف سنته الجامعية الأولى،
حضر سوارتز اللقاء الصيفي الأول ل Y combinator (ممول مشاريع)،
حيث قام بتأسيس شركة البرمجيات infogami، كانت منصة الويكي ل infogami تستخدم لدعم أرشيف الإنترنت ومشروع المكتبة المفتوحة وweb.py
المنصة البرمجية لتطبيقات الإنترنت كان قد انشأه سوارتز مسبقًا.
شعر سوارتز بأنه بحاجة إلى شركاء ليستطيع التقدم أكثر.
اقترح منظمو Y-Combintor بأن تُدْمَج infogami مع رديت الذي قامو بانشائه في تشرين الثاني عام 2005.
واجه موقع رديت صعوبات بالربح من المشروع في بداية الأمر لكنه سرعان ما أصبحت لديه شعبية واسعة حيث أن الملايين من الأشخاص أصبحو يزورونه شهريًا.
في تشرين الأول عام 2006 قامت شركة Condé Nast Publications، وهي صاحبة مجلة Wired، بشراء موقع رديت. قام ساوترز بنقل شركته إلى سان فرانسيسكو للعمل لدى Wired. لكن سوارتز وجد العمل المكتبي غير مناسب له، وترك العمل بالشركة.
في أيلول عام 2007 انضم سوارتز إلى سيمون كارستينسن وقاموا باطلاق jottit.

### النشاط
في 2008 وجد سوارتز موقع Watchdog.net «الموقع الحكومي الجيد» لجمع وإظهار البيانات عن السياسيين. في السنة نفسها، كتب تعميمه على نطاق واسع وفتح الوصول للبيان الفائدي.
في 2009، كرغبة منه في تعلم النشاط الفعال ساعد سوارتز في إطلاق لجنة حملة التغيير التدريجي. كتب في مدونته «قضيت أيامي في اختبار طرق جديدة للوصول لسياسات تقدمية مسَنّة وسياسيين تقدميين منتخبين». بدأ سوارتز أول حالة نشاط في مسيرته مع لجنة حملة التغيير التدريجي مسلمًا ألاف من التوقيعات على عريضة «شرف كينيدي» لمشرعي ماساتشوستس التي تطلب منهم الوفاء بتعهداتهم السابقة. الأمنية الأخيرة لتيد كينيدي كانت تعيين سيناتور في مجلس الشيوخ للتصويت لإصلاح نظام الرعاية الصحية.
في 2010 شارك سوارتز في تأسيس طلب التقدم وهي مجموعة مناصرة للسياسة تُنَظَّم الأشخاص عبر الإنترنت لإتخاد إجراءات عن طريق الإتصال مع الكونغرس والقادة الأخرين، وتمويل تكتيكات الضغط ونشر الكلمة عن الحريات المدنية، إصلاح الحكومة، وقضايا أخرى.
خلال العام الدراسي 2010\2011، أجرى سوارتز دراسات بحثية عن الفساد السياسي المشابه لمختبر في جامعة هارفرد مختبر إدموند ج.سافرا للأبجاث حول الفساد المؤسسي.
الكاتب كوري دكتورو وفي روايته الوطن لفت الانتباه بناء على نصيحة من سوارتز في تحديد كيف استخدم بطل روايته المعلومات المتوفرة حاليًا عن المصوتين لتكوين قاعدة شعبية للحملة السياسية المناهضة للمؤسسة. في خاتمة الرواية كتب سوارتز «إن أدوات النضال عبر الاختراق السياسي يمكن أن تستخدم من أي شخص يمتلك ما فيه الكفاية من الدافع والموهبة...الآن الأمر يعود لك لتغيير النظام...أخبرني إذا كنت أستطيع المساعدة».

### ويكيبيديا
تطوع سوارتز للعمل كمحرر في ويكيبيديا وقد سعى ليكون في مجلس إدارة مؤسسة ويكيبيديا الإدارة دون أن ينجح. في عام 2006 كتب سوارتز تحليلًا يدرس كيف تُكْتَب المقالات في ويكيبيديا.وخلص سوارتز إلى أن ضخامة المحتوى ناتجة عن مساهمات عشرات الآلاف من الأشخاص الذين يساهمون بشكل متقطع، بينما هناك مجموعة من 500 إلى 1000 تُدَقِّق وتُصَحِّح مساهمات هؤلاء المستخدمين.
استنتاجه هذا مبني على تحليل تاريخ تعديل العديد من المقالات المختارة عشوائيًا، وهذا مخالف لرأي جيمي ويلز أحد المساهمين بانشاء ويكيبيديا، حيث أن ويلز خلص إلى أن أغلب المحتوى ناتج عن مجموعة معينة من الأشخاص.

## وفاته
في 11 يناير 2013 عثرت الشرطة على سوارتس منتحرًا في شقته، وذلك قبل شهر من محاكمته بتهمة سرقة ملايين الملفات الإلكترونية من جايستور. وذكر بيان لعائلة شوارتز -أحد مؤسسي موقع التواصل الاجتماعي ريديت- أن «التزام آرون بالعدالة الاجتماعية كان عميقا» وأنه «استخدم مواهبه الكبيرة كمبرمج وتقني ليس لإثراء نفسه، بل ليجعل من شبكة الإنترنت والعالم مكانين أفضل وأكثر عدلا».
وكتب شوارتز على مدونته عن قصته مع الاكتئاب، حيث ذكر أنه طريح الفراش بسبب معاناته من أربعة أنواع من الأمراض، ومنها الاكتئاب، وأشار إلى أن الإنسان قد يمر بظرف يجعله يشعر بأنه لا قيمة له و«ما إذا كانت الحياة تستحق العناء». كما ذكر كوري دكتورو، وهو أحد أصدقاء شوارتز ومؤلف قصص الخيال العلمي، في مدونته، أنه ينسب الفضل على نطاق واسع لشوارتز في كونه المشارك في وضع مواصفات نظام «آر أس أس 1.0» (RSS 1.0) لتغذية الإنترنت والتي عمل عليها وهو في سن الرابعة عشرة.

### تعديل الاحتيال وسوء التصرف بالكمبيوتر
وقد أدخلت زوي لوفجرين مشروع قانون، قانون آرون، لاستبعاد شروط الخدمة في المخالفات من احتيال الحاسوب عام 1986 وقانون الإساءة ومن لائحة سلك الاحتيال.
أستاذ القانون في جامعة هارفارد لورنس ليسيغ كتب من مشروع القانون، «هذا هو التغيير المهم للغاية.... وكانت CFAA مصيدة لتسلط الحكومة.... وهذا القانون من شأنه أن إزالة المصيدة في سطر واحد: لم يعد فعل ذلك جناية على خرق العقد.»
كتب أستاذ أورين كير، وهو متخصص في العلاقة بين قانون الكمبيوتر والقانون الجنائي، أنه قد تجادل خصيصا لهذا النوع من إصلاح قانون لسنوات. في أكلو، أيضًا، دعي إلى إصلاح تقييم المساءلة المالية القطرية ل «إزالة التجريم الواسع الخطير من النشاط على الإنترنت.» EFF قد شنت حملة من أجل هذه الإصلاحات.

### الوصول العادل إلى العلوم وقانون بحوث تكنولوجيا
الوصول العادل إلى العلوم وقانون بحوث تكنولوجيا أو اختصارا (FASTR) هو مشروع قانون من شأنه التفويض قبل الإصدار العام للبحوث الممولة من الممولين.وقد وصفت FASTR «بأنها القانون الآخر لآرون.»  السيناتور.رون وايدن (D-Ore.) والسناتور جون كورنين (R-Tex.): قدما نسخة مجلس الشيوخ، في حين قُدِّم مشروع القانون إلى مجلس النواب الذي قدمه النائب زوي لوفجرين (ديمقراطى من كاليفورنيا)، مايك دويل (D-Pa.) وكيفن يودر (R-Kans.).السناتور.وايدن كتب من مشروع القانون «FASTR هذا القانون الذي ينص على الوصول وذلك لأن الأبحاث الممولة من الممولين لا ينبغي أبدًا أن تكون مخفية وراء paywall.» 

### الإنترنت قاعة للشهرة
في 3 أغسطس 2013، أدخل شوارتز بعد وفاته في الإنترنت قاعة للشهرة. 

## وصلات خارجية
- آرون سوارتز على موقع IMDb (الإنجليزية)
- آرون سوارتز على موقع ميوزك برينز (الإنجليزية)
- آرون سوارتز على موقع إن إن دي بي (الإنجليزية)
- آرون سوارتز على موقع أول ميوزيك (الإنجليزية)
- آرون سوارتز على موقع ديسكوغز (الإنجليزية)
- آرون سوارتز على موقع قاعدة بيانات الفيلم (الإنجليزية)